# Dora Benjamin
Dora Benjamin (geboren am 30. April 1901 in Berlin; gestorben am 1. Juni 1946 in Zürich) war eine deutsche Nationalökonomin, Sozialwissenschaftlerin und Psychologin. Sie war die jüngere Schwester von Georg und Walter Benjamin.

## Leben und Werk

Dora Benjamin bei der Familie Stern

Dora Benjamin entstammte einem deutsch-jüdischen assimilierten Haushalt in Berlin. Sie wuchs ebenso wie ihre beiden älteren Brüder Georg und Walter in einer behüteten und großbürgerlichen Umgebung in Berlin-Grunewald auf. Ihr Vater Emil Benjamin (1856–1926) war Antiquitäten- und Kunsthändler, ihre Mutter Pauline (1869–1930) eine geborene Schoenflies.
Nach einem Studium der Nationalökonomie an der Universität Greifswald promovierte sie dort über Die soziale Lage der Berliner Konfektionsarbeiterinnen. Anschließend wandte sie sich mehr und mehr den pädagogisch-psychologischen Themen des Elends der Frauen und Kinder aus sozial schwachem Umfeld zu. Hierzu war sie insbesondere durch ihre Tätigkeiten und Forschungen in der Arztpraxis ihres Bruders Georg in Berlin-Wedding gekommen. Vermutlich legte sie durch ihre sehr frühzeitigen Studien, die sie in ihrem Schweizer Exil ab 1942/43 fortführen konnte, auch den Grundstein zur Forschung über traumatisierte Kinder aus Konzentrationslagern.
Nachdem unmittelbar mit Machtergreifung der Nationalsozialisten ihr Bruder Georg bereits 1933 von den Nazis in Schutzhaft genommen wurde, flohen Dora und ihr älterer Bruder Walter auf getrennten Wegen nach Frankreich. Damit begann eine lange Leidensgeschichte aus Flucht, Krankheit, Angst und Mittellosigkeit. 1940 musste sich Dora, wie andere unverheiratete und kinderlose Frauen, im Pariser Vélodrome d’Hiver einfinden. Wenige Tage später wurde sie mit dem ersten Transport im Lager Gurs interniert. Nach dem Einmarsch der Deutschen im Juni 1940 in Frankreich konnte sie wie etliche andere auch das Lager verlassen und bis nach Lourdes fliehen. Sie erhielt sogar ein Einreisevisum in die USA, war aber offenbar durch Krankheit so geschwächt und durch die Besetzung des restlichen Frankreichs durch die Deutschen im November 1942 auch in solcher Furcht, dass sie beschloss, in die Schweiz zu fliehen.
Ein Protokoll Schweizer Behörden gibt hierzu Auskunft: „Im August (1942) sollte ich von der französischen Polizei verhaftet und deportiert werden, wurde aber dank eines ärztlichen Zeugnisses freigelassen. Seit dem Einmarsch der Deutschen in die freie Zone war ich gezwungen, mich ständig zu verstecken. Trotz meiner monatelangen Bemühungen, das Einreisevisum für die Schweiz zu erhalten, habe ich es nicht erhalten. Da ich jeden Augenblick befürchten musste, von den Deutschen aufgegriffen zu werden, verließ ich Aix-en-Provence am 17.ds (Dezember 1942) und überschritt am gleichen Tag die Schweizer Grenze bei Landecy, wo (wir uns freiwillig) ich mich freiwillig den Soldaten stellte. Diese übergaben uns dann den militärischen Behörden.“ Nach ihrer Flucht aus Frankreich in die Schweiz wurde Dora 1942 nur aufgrund ihrer damals bereits weit fortgeschrittenen Krankheit nicht zurück nach Frankreich und damit in den Tod geschickt.
1946 starb Dora völlig verarmt in der Schweiz an Krebs.

## Ehrungen
- Dora-Benjamin-Park in Berlin-Stralau[2]